# Richard Goleszowski
Richard Starzak, más conocido como Richard "Golly" Goleszowski (Suffolk, 1959), es un director, animador y guionista inglés de Aardman Studios.

## Biografía
Starzak nació en Suffolk en 1959 y creció en Ipswich, asistiendo a la escuela secundaria de Northgate. Después de completar una licenciatura en Bellas Artes en el Exeter College de Arte y Diseño especializado en la animación, experimentó más con la animación y DJ-ing antes de unirse a Aardman Animations a principios de los años ochenta.
Durante su primer tramo de nueve años en Aardman trabajó en varias películas y promociones cortos incluyendo Morph, "Sledgehammer" de Peter Gabriel, Pee-Wee Playhouse, en Nueva York, su propia película Ident (1989) y las 2 temporadas de Rex the Runt.
Su trabajo comercial incluye Domestos Grande Dom, Grolsch, de Cadbury Creme Eggs, Weetos y Maltesers y varios comerciales europeos.
En 1992, Starzak dejó Aardman para perseguir una carrera independiente durante los cuales trabajó en Nueva Zelanda como Asesor de Producción por Oscar y sus amigos, y escribió y dirigió 13 episodios de Rex the Runt para BBC2, ganando el Premio Carlton Internacional de Animación a Las Indias en 2000
Luego dirigió Robbie el reno en 1999 por la Unidad de Animación BBC. Robbie pasó a ganar 19 premios internacionales, entre ellos el prestigioso premio de la Academia Británica de Cine y Televisión (BAFTA).
Tras el éxito de Robbie, Starzak trabajó durante dos años en un proyecto para la función de departamento de la película de Aardman, así como la supervisión de la segunda serie de Rex the Runt como productor ejecutivo.
En 2002 Starzak fue honrado con el Premio a la Mejor TV especial para cascos de fuego en el tercer Festival Internacional de Animación Películas y TV Specials.
Desde 2003 el dirigió Creature Comforts - 2x13 episodios para ITV basado en la oscarizada película corta Nick Park. La primera serie pasó a ganar 17 premios, y ambas series fueron nominados para un premio BAFTA. La segunda serie incluye un especial de Navidad de media hora. Entre estas dos series, ideó La oveja Shaun, escribiró y dirigiró el piloto.
Starzak también escribió varios episodios de la serie La oveja Shaun. La oveja Shaun ha vendido a 150 territorios.
En julio de 2005, Starzak se reincorporó Aardman como director creativo de la difusión y el departamento de Desarrollo, escribir guiones, y la supervisión de nuevos proyectos en el desarrollo.
Starzak es un invitado habitual en festivales de cine, escuelas de arte y universidades.
En 2015, él escribió y dirigió Shaun the Sheep Movie con Mark Burton.

## Filmografía
- Morph - Director, Animador
- Sledgehammer - Animador
- Pee-Wee Playhouse - Animador
- Ident (1989) - Director
- Rex the Runt- Creador, Director, Guionista, Director Creativo
- Oscars y sus amigos - Director de animación
- Robbie el reno - Director
- La oveja Shaun - Director y Guionista
- Shaun the Sheep Movie - Director y Guionista
- Farmageddon: A Shaun the Sheep Movie - Director y Guionista

## Premios y distinciones
Premios Óscar
| Año  | Categoría              | Película              | Resultado |
| ---- | ---------------------- | --------------------- | --------- |
| 2016 | Mejor película animada | Shaun the Sheep Movie | Nominado  |

Globo de oro
| Año  | Categoría              | Película              | Resultado |
| ---- | ---------------------- | --------------------- | --------- |
| 2016 | Mejor película animada | Shaun the Sheep Movie | Nominado  |

Premios BAFTA
| Año  | Categoría              | Película              | Resultado |
| ---- | ---------------------- | --------------------- | --------- |
| 2016 | Mejor película animada | Shaun the Sheep Movie | Nominado  |

Premios de La Animación Británica
| Año  | Categoría                  | Película              | Resultado |
| ---- | -------------------------- | --------------------- | --------- |
| 2016 | Mejor Largometraje Animado | Shaun the Sheep Movie | Ganador   |

### BAFTA Children Awards
| Año  | Categoría       | Nominado        | Resultado |
| ---- | --------------- | --------------- | --------- |
| 2014 | Mejor Animación | Shaun the Sheep | Ganador   |

Premios Emmy
| Año  | Categoría              | Película          | Resultado |
| ---- | ---------------------- | ----------------- | --------- |
| 2008 | Mejor programa animado | Creature Comforts | Nominado  |

European Film Academy
| Año  | Categoría              | Película              | Resultado |
| ---- | ---------------------- | --------------------- | --------- |
| 2015 | Mejor Película Animada | Shaun the Sheep Movie | Nominado  |

Asociación de Críticos de Cine de Toronto
| Año  | Categoría              | Película              | Resultado |
| ---- | ---------------------- | --------------------- | --------- |
| 2015 | Mejor Película Animada | Shaun the Sheep Movie | Ganador   |

Annie Awards
| Año  | Categoría                               | Película              | Resultado |
| ---- | --------------------------------------- | --------------------- | --------- |
| 2016 | Mejor Guion en una película animada     | Shaun the Sheep Movie | Nominado  |
| 2016 | Mejor Dirección en una película animada | Shaun the Sheep Movie | Nominado  |

Nantucket Film Festival
| Año  | Categoría                                    | Película              | Resultado |
| ---- | -------------------------------------------- | --------------------- | --------- |
| 2015 | Premio de audiencia a mejor película narrada | Shaun the Sheep Movie | 2° lugar  |

Golden Space Needle Award
| Año  | Categoría      | Película              | Resultado |
| ---- | -------------- | --------------------- | --------- |
| 2015 | Mejor película | Shaun the Sheep Movie | Nominado  |

Golden Goblet
| Año  | Categoría       | Película              | Resultado |
| ---- | --------------- | --------------------- | --------- |
| 2015 | Mejor animación | Shaun the Sheep Movie | Nominado  |

Jerusalem Film Festival
| Año  | Categoría                   | Película              | Resultado |
| ---- | --------------------------- | --------------------- | --------- |
| 2015 | Mejor película para jóvenes | Shaun the Sheep Movie | 3° lugar  |